# Ричув-Кольонія
Ричув-Кольонія (пол. Ryczów-Kolonia) — село в Польщі, у гміні Оґродзенець Заверцянського повіту Сілезького воєводства.
Населення — 333 особи (2011).
У 1975-1998 роках село належало до Катовицького воєводства.

## Демографія
Демографічна структура станом на 31 березня 2011 року:
|          | Загалом | Допрацездатний вік | Працездатний вік | Постпрацездатний вік |
| -------- | ------- | ------------------ | ---------------- | -------------------- |
| Чоловіки | 169     | 39                 | 111              | 19                   |
| Жінки    | 164     | 26                 | 96               | 42                   |
| Разом    | 333     | 65                 | 207              | 61                   |